# Taplinia saxatilis
Taplinia es un género monotípico de plantas con flores perteneciente a la familia de las asteráceas. Su única especie: Taplinia saxatilis, es originaria de Australia.

## Descripción
Es una hierba anual, que alcanza un tamaño de 0.06-0.3 m de altura. Las flores son de color blanco-amarillo, y florece en agosto-septiembre en el suelo rojo arenoso y en las grietas de las rocas de escapadas lateríticas, en colinas pedregosas, en Australia Occidental.

## Taxonomía
Taplinia saxatilis fue descrita por  Nicholas Sean Lander   y publicado en Nuytsia 7(1): 38 (1989).